# エドワード・カレジェッスキー
エドワード・ジェームズ・カレジェッスキー（エドワード・ジェームズ・カレジェッスキー、1960年1月31日 - ）は、日本の経営者。西友社長を務めた。アメリカ合衆国出身。

## 経歴・人物
タンパ大学で経営学修士号を取得し、1978年にキャッシュ・アンド・キャリー・フーズに入社した。2000年にウォルマート・ストアーズに転じ、2004年にウォルマート・インターナショナルSUP兼最高執行責任者に就任し、2005年12月から2010年2月までに西友社長を務めた。